# Esdras (rap)
Pour les articles homonymes, voir Esdras.
 (novembre 2021).
L'article doit être relu — et modifié si nécessaire — par des contributeurs indépendants pour apporter un regard critique aux contributions effectuées en violation des conditions d'utilisation de Wikipédia, tant sur la forme (notamment concernant le style encyclopédique, la proportionnalité) que sur le fond (la neutralité de point de vue, la qualité et l'indépendance des sources).
Vous pouvez aider à l'améliorer ou bien discuter des problèmes sur sa page de discussion.
- Il peut contenir un travail inédit ou des déclarations non vérifiées, malgré la présence de sources, car la portée de certaines d'entre elles semble avoir été détournée de leur véritable signification par une interprétation personnelle d’un contributeur. Vous pouvez aider en mettant le texte en accord avec les sources citées. (Marqué depuis novembre 2021)

Vous pouvez aider à l'améliorer ou bien discuter des problèmes sur sa page de discussion.
- Son texte doit être wikifié : il ne correspond pas à la mise en forme Wikipédia (style, typographie, liens internes, liens entre les wikis, etc.). (Marqué depuis novembre 2021)
- Son ton est trop promotionnel ou publicitaire, voire hagiographique. Le texte doit adopter un ton neutre et encyclopédique. (Marqué depuis novembre 2021)
- Il est orphelin : moins de trois articles lui sont liés. Aidez à ajouter des liens en plaçant le code [[Esdras (rap)]] dans les articles relatifs au sujet. (Marqué depuis novembre 2021)

Esdras, de son nom complet Esdras Bantsimba, né le 4 janvier 1991 à Saint-Denis en Seine-Saint-Denis, est un rappeur, compositeur, producteur originaire du Congo mais ayant grandi en France.
Esdras se fait remarquer à ses débuts, en qualité de rappeur au sein du groupe Mekaddishkem (L’Éternel qui nous sanctifie) où il forme, dans un premier temps, un trio avec Jonathan Gambela, et Michelange M'bamu avant de poursuivre un duo avec Jonathan Gambela uniquement.
Auparavant, Esdras a eu une carrière en tant que musicien, en accompagnement de plusieurs artistes tels que Cassi Kalala Tshimpi, Blanche Tudilu, Maman Micheline Shabani lors de sa tournée en région parisienne, Macaire Kalabasi, le groupe Shakalewa lors du concert au Divan du Monde, et bien d'autres artistes, principalement de la musique congolaise. Il s'est particulièrement distingué au sein du groupe El Bethel avec Olivier Kalabasi,.

## Biographie

### Enfance
Esdras est né le 4 janvier 1991 dans la ville de Saint-Denis en Seine-Saint-Denis. Ses parents, fraîchement installés en France, en provenance du Congo, lui offrent un cadre de vie apaisé et assez décent. Ils l'élèvent dans la foi chrétienne, puisqu’en effet son père est pasteur-assistant, évoluant aux côtés de'Emmanuel Bolamba, fondateur de l'église « Unité évangélique » (Fraternité Évangélique Pentecôtiste), une communauté issue du ministère du patriarche Aiyidini Abala, fils spirituel de T.L. Osborn. Esdras hérite donc d'un patrimoine spirituel important dès sa naissance. Sa mère est choriste à la chorale de l'église. Tout petit, le jeune Esdras est exposé à la musique. Chaque dimanche, il voit ses parents officier et il est pris de passion pour la musique. Dans cette communauté, évoluaient de jeunes artistes qui allaient dans les années suivantes devenir des icônes de la musique afro, tels que Blanche Tudilu, Marie Mbuta, Mike Génie, Vincent Bolamba, Alexis Fila, Mimi Mavatiku.
Quelques années plus tard son père est ordonné pasteur et envoyé évangéliser les populations. C'est là qu'il fonde le ministère ACEM « Assemblée chrétienne d’évangélisation mondiale ». Mais le jeune Esdras n'est plus un petit enfant, dorénavant, il préfère le football. Son oncle paternel, Gaston Tchangana, entraîneur des diables rouges, l'équipe nationale du Congo ainsi que son oncle Alain Bianga, footballeur international congolais, l'encouragent dans cette voie. Esdras et sa famille vivent à cette époque à Garges-lès-Gonesse, dans une cité appelée CDI. Esdras y fait ses premières passes et y marque ses premiers buts. Ses parents voient son talent et l'inscrivent au club de la ville où il se fait rapidement remarquer. Passionné par ce sport, il s’entraîne tous les jours avec ses amis du quartier. Rapide, furtif et dur dans son jeu, on lui donne le surnom de «  Batman ». Mais, grandissant dans un milieu où le grand banditisme frappe la jeunesse de plein fouet, le jeune Esdras voulant rentrer dans le moule commence à sombrer notamment à l'école. Alerté par ce changement de comportement de leur enfant, le couple pastoral décide de déménager dans un endroit plus sain pour élever leurs enfants. La famille emménage à Limay en Yvelines. Mais entre-temps, son père le prive de football. Plus de match le dimanche, alors le jeune Esdras se retrouve tous les dimanche à l'église avec sa famille.
C'est là qu'il se découvre un talent particulier pour la musique. En plein culte, alors que la chorale des enfants de l'église devait interpréter un chant d'ensemble, il s'illustre en improvisant un rap devant toute l’assemblée. Après ça, il se découvre un don pour la batterie mais son père l'encourage à jouer du piano. Il le remet au pasteur Michel M'passi, leader de l'illustre chorale Gospel Dream. Le pasteur Michel lui apprend ses premiers accords de piano et lui enseigne les rudiments de la gospel music. Mais le cœur du jeune garçon est à la batterie. Rapidement il se fait repérer et commence à jouer avec des artistes professionnels. Il fait sa première tournée au Canada avec Blanche Tudilu, alors qu'il est seulement en CM2. Esdras et Prince Tudilu, le fils de l'artiste Blanche Tudilu grandissent comme des frères, l'un bassiste et l'autre batteur, ne se quittant quasiment jamais. Prince, vraiment très avancé dans la musique, intègre le groupe El Bethel d'Olivier Kalabasi, entraînant avec lui Esdras. Mais le niveau musical, la rigueur et le professionnalisme qu'exige Olivier Kalabasi sont énormes. Le leader d'El Bethel les fait travailler très sérieusement et il fait de ses jeunes des musiciens de renom dans le milieu afro gospel. Avec Esdras et prince, Olivier fait énormément de concerts dans toute l’Europe et bientôt il fait enregistrer pour la première fois Esdras en studio. Au sein du groupe El Bethel, Esdras évolue et côtoie Lenny Bidens, Lodia H2O, le mannequin Mwinda, Stellon Pitchi… Bientôt, ils sont rejoints par Jonathan Gambela et Miguel M'bamu.

### Pré-adolescence
Les années passent et la passion pour la musique grandit, jusqu'au jour où Esdras est sollicité par différents groupes. C'est un nouveau challenge qu'il se lance parce qu'il ne s'agit plus uniquement de gospel. Dans cette phase, il fait la rencontre de Cédric Niakovitch, producteur et organisateur de la Vitch and Co et son associé Dj Merco qui vont l'intégrer avec Jonathan, Miguel et Stellon dans le band pour le live au Divan du Monde du célèbre groupe Shakalewa, composé de Guccima, Doks la concorde, Misto Capitano et Denatora. À l'époque c'est le groupe révélation afro. Après une séparation de leur mentor Jessy matador, les Shakalewa font fureur avec des tubes comme Sunayo, Tibwé…
Mais après ce concert Esdras décide d'arrêter sa carrière de batteur, et prend un temps de retrait pour se ressourcer spirituellement. Puis, Esdras renoue avec la foi chrétienne qu'il avait laissée de côté, et il fonde avec ses amis Jonathan et Miguel le groupe Mekaddishem (L’Éternel qui nous sanctifie), produit par Stellon Pitchi, et sort en 2013 le titre Afro célébration.
Le titre crée la surprise dans le milieu gospel, car pour la première fois on découvre ce genre de sonorité dans le gospel francophone. Puis, ils sortent dans la foulée un premier EP intitulé Ambiance céleste. Après la sortie du projet, Miguel quitte le groupe pour des raisons personnelles, tout en restant en bons termes avec ses frères.
En 2014, le titre Nguya produit par le label Press Play dirigé par Tino C. Fayete et Kaiza management connait un succès dans le milieu gospel mais crée aussi une énorme polémique quant au style musical coupé-décalé dans le gospel. Hors du milieu gospel, le son est très apprécié et ouvre des portes au groupe Mekaddishkem au niveau mondial. Ils sont invités et nommés à la prestigieuse cérémonie African Gospel Music Award (AGMA) en 2017. Le gospel va prendre un tournant majeur en francophonie et Mekaddishkem y participe, plus particulièrement avec, pour la première fois, la création de la chaîne télé de musique 100 % Gospel. Mekaddishkem est invité à intervenir lors de la soirée de lancement de la chaîne Trace Gospel au Pan Pipper par le directeur de ce pôle, Piero Battery. Ils sont aussi dans le générique de la chaîne gospel Gospel Music Tv du groupe Thema. Leurs clips sont aussi largement diffusés sur Nollywood.
Le groupe poursuit avec le single Libéré, qui annonce la sortie de leur premier album Paradisio en 2015. Cet album connaît un succès avec le clip de la chanson-titre La vie et belle et prend vraiment avec la diffusion du clip À mes côtés, qui va comptabiliser plus de 850 000 vues sur Youtube.
Le groupe se produit enfin, pour la première fois, en concert live, en 2016, en région parisienne au 2 pièces cuisine, et fait guichet fermé lors du concert UPIA, où ils invitent Tito Prince, l'haïtien As Kid Son, Bigty, Markis, Dré Bonny du groupe Poetic Lover, Jessica Dorsey,… Lors de son concert, le groupe interprète le titre Jésus est doux de Marc l'hébreu, un ami d'Esdras. Le titre prend une envergure internationale, grâce à des TikTok qui vont être repris au point que les 2Boyz, fameux protégés de l'artiste ivoirienne Josey vont faire des vidéos TikTok sur le son.
Le concert UPIA était un concert à but caritatif. En effet, l'église ACEM en partenariat avec le groupe Mekasddishkem ont organisé le concert et la totalité des fonds ont été reversés à l'orphelinat « Espérance » de Brazzaville, co-fondé par le révérend Sylvain Bantsimba.
À la suite de cela, le groupe poursuit avec le single Overdose en 2017, produit par Thales management de Aimé Mutale. Mais très vite après, le groupe fait une pause due à l'appel au ministère de Jonathan qui est consacré prophète.
Après un long moment de silence, Esdras sent que c'est le moment de se lancer en solo, et revient en 2020 avec Tango na ye trap remix, une reprise du titre pastoral de Moise Mbiye. Puis, il continue avec le titre Pas n'importe qui.

### Carrière solo
Cette fois ci en solo et en artiste indépendant et auto-producteur, il lance le concept en 2021 Corps & Esprit, une émission musicale autour du sport où il invite des artistes.